# Glynnis Breytenbach
Glynnis Breytenbach (/ˈbreɪtɛn ˈbʌx/) fue fiscal del National Prosecuting Authority (NPA) de Sudáfrica y parlamentaria por la Alianza Democrática (DA). Fue ministra de Justicia, en el gabinete en la sombra de Sudáfrica. En esa capacidad, pidió dar fin a las interferencias políticas actuales sobre aquello que ha comprometido la integridad del NPA.